# Kap Cornish
Das Kap Cornish ist ein Kap, welches das nördliche Ende von Buckle Island in der Gruppe der ostantarktischen Balleny-Inseln bildet.
Die Besatzung der RRS Discovery II benannte das Kap 1938 nach Allan William Cornish (1910–1995), Meteorologe an Bord des Schiffes von 1937 bis 1938.